# Dead Body Love
Dead Body Love ist ein 1995 debütiertes Noiseprojekt.

## Geschichte
Unter dem Einfluss von Controlled Bleeding und Merzbow begann Gabriele Giuliani 1995 damit Noise unter dem Projektnamen Dead Body Love zu veröffentlichen. Erste Veröffentlichungen erschienen über Slaughter Productions, Old Europa Café und sein eigenes Label Less Than Zero. Darunter auch Split-Alben mit Atrax Morgue und K2. In den folgenden Jahren erarbeitete sich Dead Body Love einen Ruf als eines der zentralen Projekte im italienischen Post-Industrial.
Das so 1995 über Old Europa Café veröffentlichte Low-Fi Power Carnage wird von Sam McKinley unmittelbar als Anlass der Gründung von The Rita angeführt und gilt seither als eine der bedeutendsten Alben des Harsh Noise Wall. In den folgenden Jahren behielt Giuliani seine Aktivität mit Dead Body Love bei und entwickelte den Klang des Projektes weiter, gründete zugleich jedoch weitere Projekte um andere Genre zu bespielen. Mit Drift wendet er sich dem Dark Ambient zu und mit Discordance dem Death Industrial. In der Diskografie des Projektes existiert derweil zwischen 1998 und 2008 eine Lücke zu der es keine nähere Erläuterung gibt.

## Stil
Dead Body Love wird zur ersten Generation des Genres Harsh Noise Wall gerechnet. Dabei beschränkt sich das Werk von Dead Body Love nicht auf das klangmonolithische Genre. Neben Harsh Noise Wall spielt Dead Body Love Noise und Power Electronics. In einem „manischen Rausch […] vermischt [Dead Body Love] puren Nihilismus und Gewalt.“ Dabei wird das Projekt, mit dem Gebrauch geschichteter und manchmal verzögerter Klangcollagen aus erdrückendem, überrollendem und zerfallendem Sound, als einer der Hauptakteure der italienischen Noise- und Post-Industrial-Szene betrachtet. So erreiche Dead Body Love „scharfe Spitzen eines Ultraschalls schwindelerregender Höhen“.

## Diskografie
Studioalben
- 1995: Low-Fi Power Carnage (Old Europa Cafe)
- 1995: Prayers for the Sick (Slaughter Productions)
- 1995: Audiocide ’95 (Slaughter Productions)
- 1995: Stand in Blood (Less Than Zero)
- 1995: Metal Induced Orgasm (Self Abuse Records)
- 1995: Disasterland (Lazy Squid)
- 1996: Maximum Dose (Pure)
- 1996: Destruction’s Geometry (Soffitta Macabra)
- 1996: Puke on My Corpse (BloodLust!)
- 1996: Tumours (Mother Savage Noise Productions)
- 1996: Annihilation Devices (Less Than Zero)
- 1997: Erase the Body (Loud!)
- 1997: Repugnance (BloodLust!)
- 1997: Unplugged (Deadline Recordings)
- 1997: Emetic (Labyrinth Recordings)
- 1997: Inhumanities (Less Than Zero)
- 1998: Annihilation Devices Part 2 (Less Than Zero)
- 2008: Unplugged (Dead Audio Tapes)
- 2009: Bacteria 2 (Dead Audio Tapes)
- 2009: Arabia Terra (Xerxes)
- 2009: Candles (Impulsy Stetoskopu)
- 2011: 10 Luglio 1976 (Terror)

Split-Veröffentlichungen und Kollaborationen
- 1995: Dead Body Love / Atrax Morgue (Mit Atrax Morgue, Slaughter Productions)
- 1996: Machines / Satans Stench (Mit Use Your Pain, Dreizehn)
- 1996: Human / Machine (Mit Thirdorgan, Less Than Zero)
- 1997: Useless Suicide (Mit Deison, Loud!)
- 1998: Traumantra (Mit K2, Solipsism)
- 1998: The Decay of Cities (Mit Deison und Baal, AVA/ES1)
- 2009: Dead Body Love + Fecalove (Mit Fecalove, Turgid Animal)
- 2010: 69 (Mit Splinter Vs. Stalin, Fecalove und Toby Dammit, Old Europa Cafe)
- 2010: Dead Body Love + Corpomorto (Mit Corpomorto, Selbstverlag)
- 2021: Dead Body Love + Werewolf Jerusalem (Mit Werewolf Jerusalem, Room 2A)